# Aeródromo Meseta Cosmelli
El Aeródromo Meseta Cosmelli (OACI: SCMC) es un terminal aéreo ubicado cerca de Puerto Guadal, comuna de Chile Chico en la Provincia General Carrera, Región de Aysén, Chile. Es de propiedad pública.